# Penaflor (Allariz)
Penaflor o Peñaflor es un lugar situado en la parroquia de Torneiros, del concello de Allariz, en la provincia de Orense, Galicia, España.